# アメゼピン
アメゼピン(Amezepine)は、三環系抗うつ薬であるが、市販されたことはない。